# Condado de McLean (Kentucky)
El condado de McLean (en inglés: McLean County), fundado en 1869, es uno de 120 condados del estado estadounidense de Kentucky. En el año 2000, el condado tenía una población de 9,938 habitantes y una densidad poblacional de 15 personas por km². La sede del condado es Calhoun.

## Geografía
Según la Oficina del Censo, el condado tiene un área total de 663 km² (256 mi²), de la cual 658 km² (254,1 mi²) es tierra y 5 km² (1,9 mi²) (0.73%) es agua.

### Condados adyacentes
- Condado de Henderson (noroeste)
- Condado de Daviess (noreste)
- Condado de Ohio (este)
- Condado de Muhlenberg (sur)
- Condado de Hopkins (suroeste)
- Condado de Webster (oeste)

## Demografía
Según la Oficina del Censo en 2000, los ingresos medios por hogar en el condado eran de $29,675, y los ingresos medios por familia eran $35,322. Los hombres tenían unos ingresos medios de $28,446 frente a los $19,432 para las mujeres. La renta per cápita para el condado era de $16,046. Alrededor del 16.00% de la población estaban por debajo del umbral de pobreza.